# Giudizio di Paride (Filippo Tagliolini)

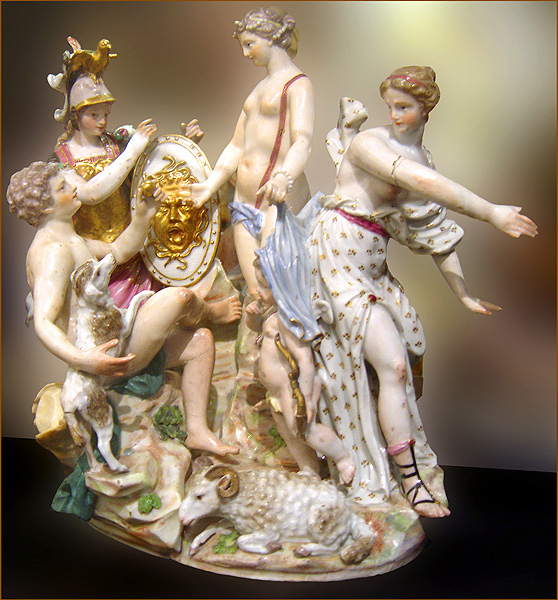
Il Giudizio di Paride, Musei Capitolini (Roma)

Il Giudizio di Paride è una scultura in porcellana biscuit di Filippo Tagliolini (Fogliano di Cascia 1745- Napoli 1809), che dal 1780 fino alla morte lavorò come modellatore presso la Reale Fabbrica della porcellana di Napoli (attiva tra il 1771 e il 1807). 
Il Giudizio di Paride, insieme al Carro dell'Aurora e alla Caduta dei Giganti è tra i più grandi gruppi prodotti dalla Reale Fabbrica di Napoli, e uno tra i pochi che possa essere legato direttamente all'attività di Tagliolini. Si conosce infatti un documento del 1801 in cui l'artista è pagato per l'intervento diretto su un gruppo di tale soggetto. Dell'opera si conoscono più esemplari, conservati presso il Museo di Capodimonte, il Museo di San Martino a Napoli, l'Accademia Tadini a Lovere.